# NTV (Turquía)
NTV es un canal de televisión turco de noticias, propiedad de Doğuş Media Group.
Estuvo asociado con MSNBC entre mayo de 2000 y 2014. Además de noticias nacionales e internacionales, la programación del canal incluye documentales, así como espacios sobre finanzas, arte, cultura, estilo de vida y deportes.

## Historia
NTV fue fundada en 1996 como una subsidiaria del Grupo Nergis de Cavit Çağlar (de ahí se obtiene el nombre completo original del canal, Nergis TV) y como el primer canal de televisión exclusivamente noticioso de Turquía. En enero de 1999, el canal pasó a formar parte de Doğuş Media Group. El éxito de NTV cambió la industria mediática local y dio comienzo a la era de los canales de televisión temáticos.
En junio de 2013, manifestantes alegando la falta de cobertura de NTV sobre las protestas del parque Gezi hicieron protestas frente a sus oficinas centrales en Estambul y la renuncia de parte del personal de NTV como protesta. El director ejecutivo de Doğuş Group en Ferit Şahenk reconoció que las críticas eran "justas en gran medida" y que "nuestro público siente que fue traicionado". Poco después de sus comentarios, Aydın dejó Doğuş Media. Posteriormente, NTV se negó a transmitir un paquete de noticias de BBC World News acerca de la libertad de prensa en Turquía, rompiendo su acuerdo de asociación con la BBC. La BBC suspendió el acuerdo en respuesta.
El 17 de enero de 2016, el canal lanzó NTV HD, una transmisión simultánea en alta definición de NTV.